# Eparchie odincovská
Eparchie Odincovo je eparchie ruské pravoslavné církve nacházející se v Rusku.

## Území a titul biskupa
Zahrnuje správní hranice území městského okruhu Odincovo, Zvenigorod, Naro-Fominsk, Šachovskaja, Vlasicha, Krasnoznamensk, Moloďožnyj a Voschod, také Krasnogorského, Istrinského, Volokolamského, Lotošinského,  Možajského a Ruzského rajónu Moskevské oblasti.
Eparchiálnímu biskupovi náleží titul biskup odincovský a krasnogorský.

## Historie
Dne 5. října 1994 byl Svatým synodem zřízen odincovský vikariát moskevské eparchie.
Dne 13. dubna 2021 byla rozhodnutím Svatého synodu zřízena samostatná odincovská eparchie a to oddělením území z moskevské eparchie. Stala se součástí nově vzniklé moskevské metropole.
Prvním eparchiálním biskupem se stal biskup pavlovo-posadský a vikář patriarchy moskevského a celé Rusi Foma (Mosolov).

## Seznam biskupů

### Odincovský vikariát moskevské eparchie
- 1994–1996 Iov (Tyvonjuk)
- 2019–2021 Porfirij (Šutov)

### Odincovská eparchie
- od 2021 Foma (Mosolov)